# Rodryg Dunin
Rodryg Dunin (również Roderyk Dunin) (ur. 26 czerwca 1870 w Marszewie, zm. 26 października 1928 w Poznaniu) – polski przemysłowiec i agronom, inicjator nowych technik upraw.

## Życiorys
Urodził się w rodzinie Stanisława Tadeusza Dunina (1831-1883), polskiego szlachcica legitymującego się herbem Łabędź. Ukończył poznańskie gimnazjum pw. Marii Magdaleny, gdzie podczas edukacji angażował się w działalność tajnego nauczania. Następnie kontynuował naukę na akademiach w Děčínie i w Lipsku. W 1898 ożenił się z Łucją Nieżychowską, wdową po Stanisławie Nieżychowskim właścicielu majątku w Granówku. W 1923 przekazał Granówko pasierbowi Józefowi Nieżychowskiemu, najstarszemu synowi żony, a sam zakupił ziemię i dwór w Ruchocicach. W testamencie przeznaczył swój majątek na stworzenie sierocińca dla polskich dzieci, który wychowa je w duchu patriotyzmu i który nie ulegnie wpływom Hakaty.

## Działalność
Rodryg Dunin zasłużył się dla istniejących na terenie Wielkopolski organizacji rolniczych i przemysłowych. Zasiadał w radzie Towarzystwa Kredytowego Ziemskiego dla Wielkiego Księstwa Poznańskiego oraz w zarządach wielu spółek i organizacji. Był inicjatorem wdrażania nowych technik i zastosowań w przemyśle i rolnictwie, dzięki czemu cieszył się powszechnym uznaniem. Wykładał na kursach rolnych organizowanych w Poznaniu i Warszawie. Założył gorzelnię, którą rozbudował i przekształcił w zakłady rektyfikacji alkoholu. W 1912 przeprowadził w Granówku eksperyment ze sztucznym nawadnianiem pól, który zakończył się sukcesem i pomysł ten zaczęto powszechnie stosować, co przyczyniło się do zwiększenia zbiorów.